# Jugend (tidskrift)

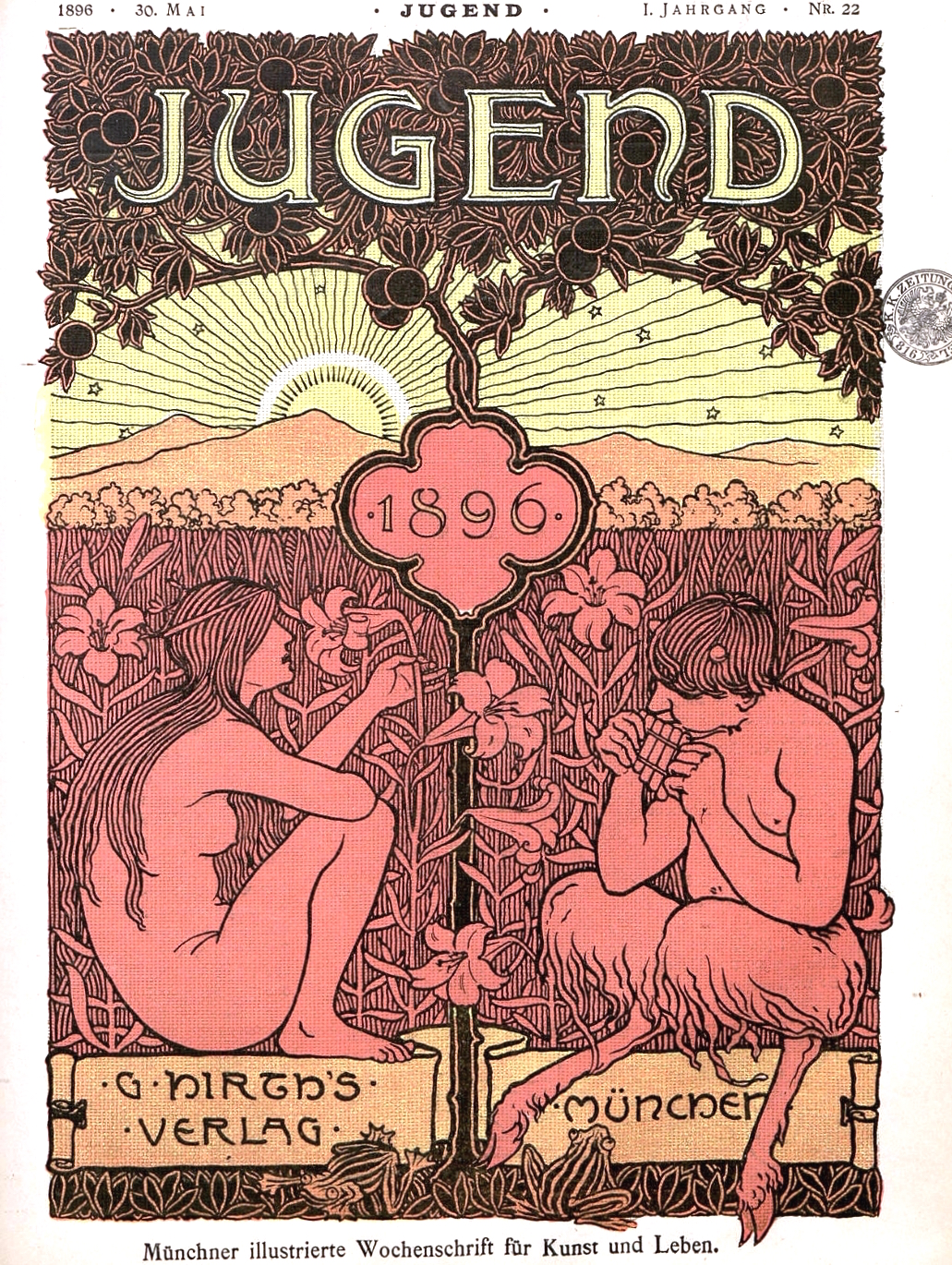
Tidskriftsomslag från 1896.

Jugend – Münchner illustrierte Wochenschrift für Kunst und Leben var en tysk tidskrift 1896-1940, grundad av Georg Hirth i München.
Jugend väckte från början stort uppseende genom sin konstnärliga och litterära radikalism. I fråga om politisk-satirisk inställning hade den många beröringspunkter med Simplicissimus. Konstnärligt spelade den en betydlig roll vid introduktionen av jugendstilen främst genom Otto Eckmanns teckningar, och har även namngett stilepoken på bland annat tyska och svenska. 